# Pimenta guatemalensis
Pimenta guatemalensis är en myrtenväxtart som först beskrevs av Cyrus Longworth Lundell, och fick sitt nu gällande namn av Cyrus Longworth Lundell. Pimenta guatemalensis ingår i släktet Pimenta och familjen myrtenväxter. Inga underarter finns listade i Catalogue of Life.